# Rhynchopaschia
Rhynchopaschia är ett släkte av fjärilar. Rhynchopaschia ingår i familjen mott.
Kladogram enligt Catalogue of Life:
| Rhynchopaschia | \| \| Rhynchopaschia chalcosphaera \| \| \| \| \| \| Rhynchopaschia hemichlora \| \| \| \| \| \| Rhynchopaschia melanolopha \| \| \| \| \| \| Rhynchopaschia reducta \| \| \| \| \| \| Rhynchopaschia virescens \| \| \| \| |
|                | \| \| Rhynchopaschia chalcosphaera \| \| \| \| \| \| Rhynchopaschia hemichlora \| \| \| \| \| \| Rhynchopaschia melanolopha \| \| \| \| \| \| Rhynchopaschia reducta \| \| \| \| \| \| Rhynchopaschia virescens \| \| \| \| |
|                | Rhynchopaschia chalcosphaera |
|                | |
|                | Rhynchopaschia hemichlora |
|                | |
|                | Rhynchopaschia melanolopha |
|                | |
|                | Rhynchopaschia reducta |
|                | |
|                | Rhynchopaschia virescens |
|                | |